# Бири, Дэн
Дэниел Бири (англ. Daniel Beery; род. 4 января 1975, Винсенс, Индиана) — американский гребец, выступавший за сборную США по академической гребле в период 2002—2007 годов. Чемпион летних Олимпийских игр в Афинах, трёхкратный чемпион мира, победитель этапа Кубка мира и Панамериканских игр в Рио-де-Жанейро.

## Биография
Дэн Бири родился 4 января 1975 года в городе Винсенс, штат Индиана.
Обладая достаточно большим ростом, в юные годы играл в баскетбол. Заниматься академической греблей начал в 1997 году во время учёбы в Университете Теннесси в Чаттануге, состоял в местной гребной команде, неоднократно принимал участие в различных студенческих соревнованиях. Позже проходил подготовку в Филадельфии в клубе Penn AC.
Первого серьёзного успеха на взрослом международном уровне добился в сезоне 2002 года, когда вошёл в основной состав американской национальной сборной и побывал на чемпионате мира в Севилье, откуда привёз награду серебряного достоинства, выигранную в зачёте распашных рулевых двоек — пропустил вперёд только экипаж из Германии.
В 2003 году в рулевых двойках одержал победу на мировом первенстве в Милане.
В 2004 году в безрульных четвёрках выиграл этап Кубка мира в Люцерне. Благодаря череде удачных выступлений удостоился права защищать честь страны на летних Олимпийских играх 2004 года в Афинах. В составе экипажа-восьмёрки в финале обошёл всех своих соперников и тем самым завоевал золотую олимпийскую медаль. Это была первая победа американских гребцов в данной дисциплине с 1964 года, здесь они также установили мировой рекорд, показав время 5:19,85.
После афинской Олимпиады Бири остался в составе гребной команды США и продолжил принимать участие в крупнейших международных регатах. Так, в 2005 году он одержал победу в восьмёрках на мировом первенстве в Гифу.
В 2006 году на чемпионате мира в Итоне попасть в число призёров не смог, в безрульных двойках квалифицировался лишь в утешительный финал B и расположился в итоговом протоколе соревнований на 12 строке.
На мировом первенстве 2007 года в Мюнхене был лучшим в программе рулевых четвёрок, став таким образом трёхкратным чемпионом мира по академической гребле. Помимо этого, в восьмёрках победил на Панамериканских играх в Рио-де-Жанейро. Вскоре по окончании этих соревнований принял решение завершить спортивную карьеру.
За выдающиеся спортивные достижения введён в Зал славы Нью-Йоркского атлетического клуба.
Завершив спортивную карьеру, Дэн Бири работал страховым агентом в Филадельфии. Был женат на известной американской гребчихе Дженнифер Голдсак, но вскоре они расстались. От второго брака имеет двоих детей. 